# Поход Джэбэ и Субэдэя
Поход Джэбэ и Субэдэя (1220—1224) — поход монгольских войск под командованием Джэбэ-нойона и Субэдэй-багатура, начатый по приказу Чингисхана в качестве погони за султаном Хорезма Ала ад-Дином Мухаммедом II, а после смерти хорезмшаха направленный против государств Кавказа и Восточной Европы. Летописец Ибн аль-Асир называет войска Субэдэя и Джэбэ «Западные Татары».

## Погоня за хорезмшахом Мухаммедом

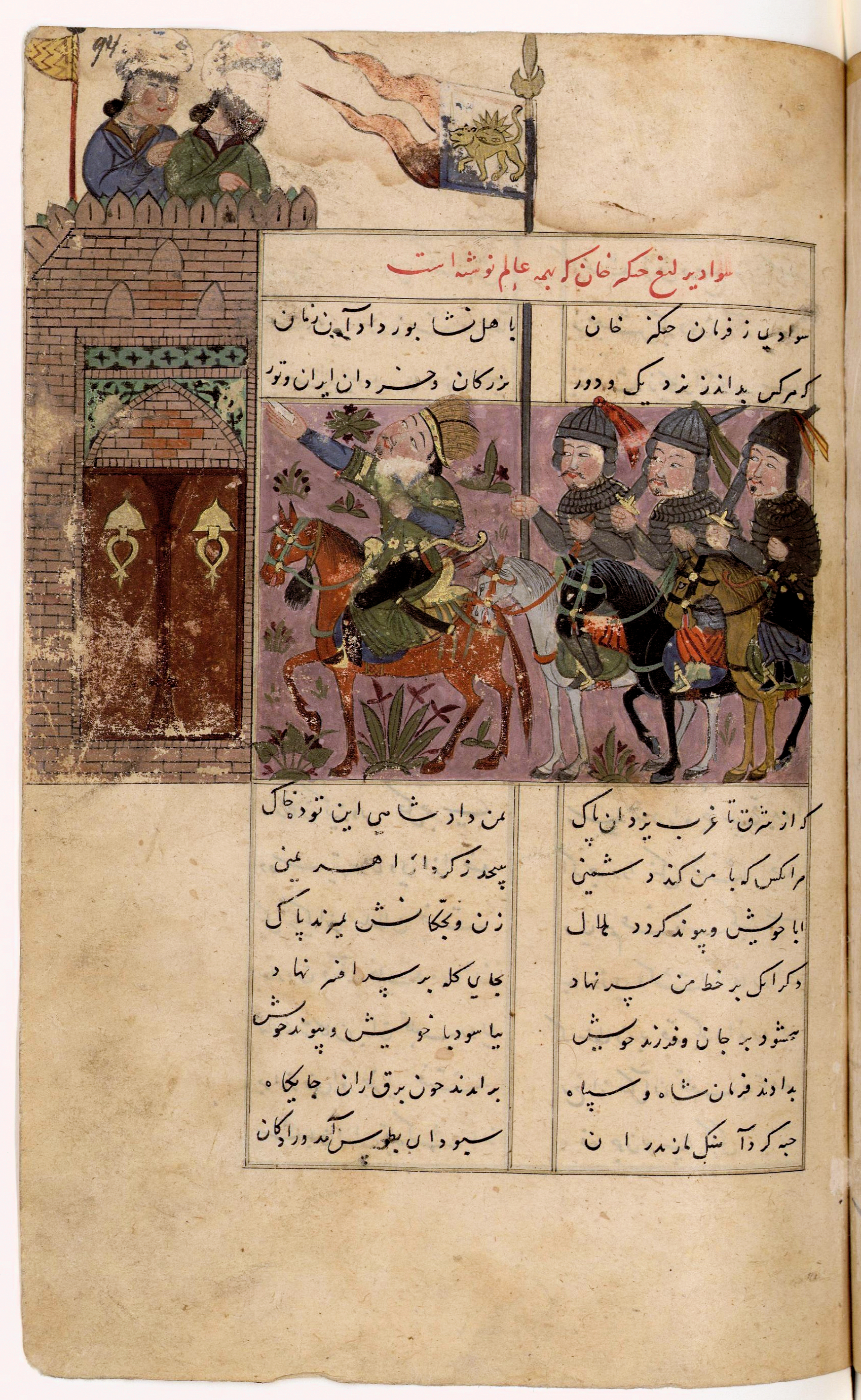
Посол Чингис Хана (Genghis Khan) у Нишапура (1220 год). Копия в Национальной библиотеке Франции

После взятия Самарканда весной 1220 года Чингис-хан получил известие, что хорезмшах Мухаммед пребывает с малыми силами в летней резиденции на берегу Амударьи. Для его захвата было отобрано 30 тысяч воинов — поровну из каждого тумена.
Распределённые на три отряда войска выступили в следующем порядке: в авангарде тумен Джэбэ, за ним — Субэдэя и затем — Тохучара.
Мухаммед, находившийся в Келифе на правом берегу Амударьи, услышав о приближении монголов, под предлогом сбора нового ополчения бежал в Иран. Не задерживаясь в Нишапуре, Мухаммед двинулся к Исфараину, но затем повернул на Бистам, где передал одному из векилей (сановников) двора, эмиру Тадж ад-дину Омару Бистами, два ящика с драгоценными камнями и велел отправить их в Ардахан, мощную крепость в трёх днях пути от Рея. Сам хорезмшах поспешил в Рей.
В мае (по Джузджани) монголы перешли Амударью через брод Пенджаб (иначе — Мела, недалеко от устья Вахша). Небольшой отряд, оставленный хорезмшахом близ Пенджаба, не смог их задержать. Ранее наместник Мерва Мелик-хан (Хан-мелик) Амин аль-мульк получил от Чингис-хана грамоту о неприкосновенности своих владений. Тохучар, нарушив договорённость, вступил в сражение с горцами и, по сведениям Рашид ад-Дина, был убит. Более вероятно, что Тохучар был отозван Чингис-ханом и наказан,
а его тумен переброшен в другой район боевых действий. Преследование хорезмшаха продолжили отряды Джэбэ и Субэдэя. Это подтверждается и армянским летописцем Себастаци, определяющим численность монголов при их первом появлении в Грузии в 20 тысяч человек.
Прибыв к Нишапуру, нойоны передали наместникам Хорасана копию ярлыка Чингис-хана с приложением ал-тамги («алой печати»). От жителей требовалось не оказывать сопротивления и изъявить покорность немедленно по прибытии войска Чингис-хана. Поскольку Мухаммеду при отъезде из Нишапура удалось скрыть свои следы, Джэбэ и Субэдэй разделились и направили свои отряды в разные стороны, видимо, для того, чтобы получить сведения о направлении бегства хорезмшаха. Отряд Субэдэя через Тус и Радкан прошёл к Кучану и Исфараину, а затем через Дамган и Семнан в Рей. Джэбэ прибыл туда же после разграбления некоторых мазандеранских городов, в частности, Амуля. По Джувейни, жители Рея покорились добровольно; по Ибн аль-Асиру, монголы неожиданно появились перед городом, овладели им и увели в плен женщин и детей. Появление их перед Реем Ибн аль-Асир объясняет тем, что до них дошли слухи о прибытии султана в этот город.

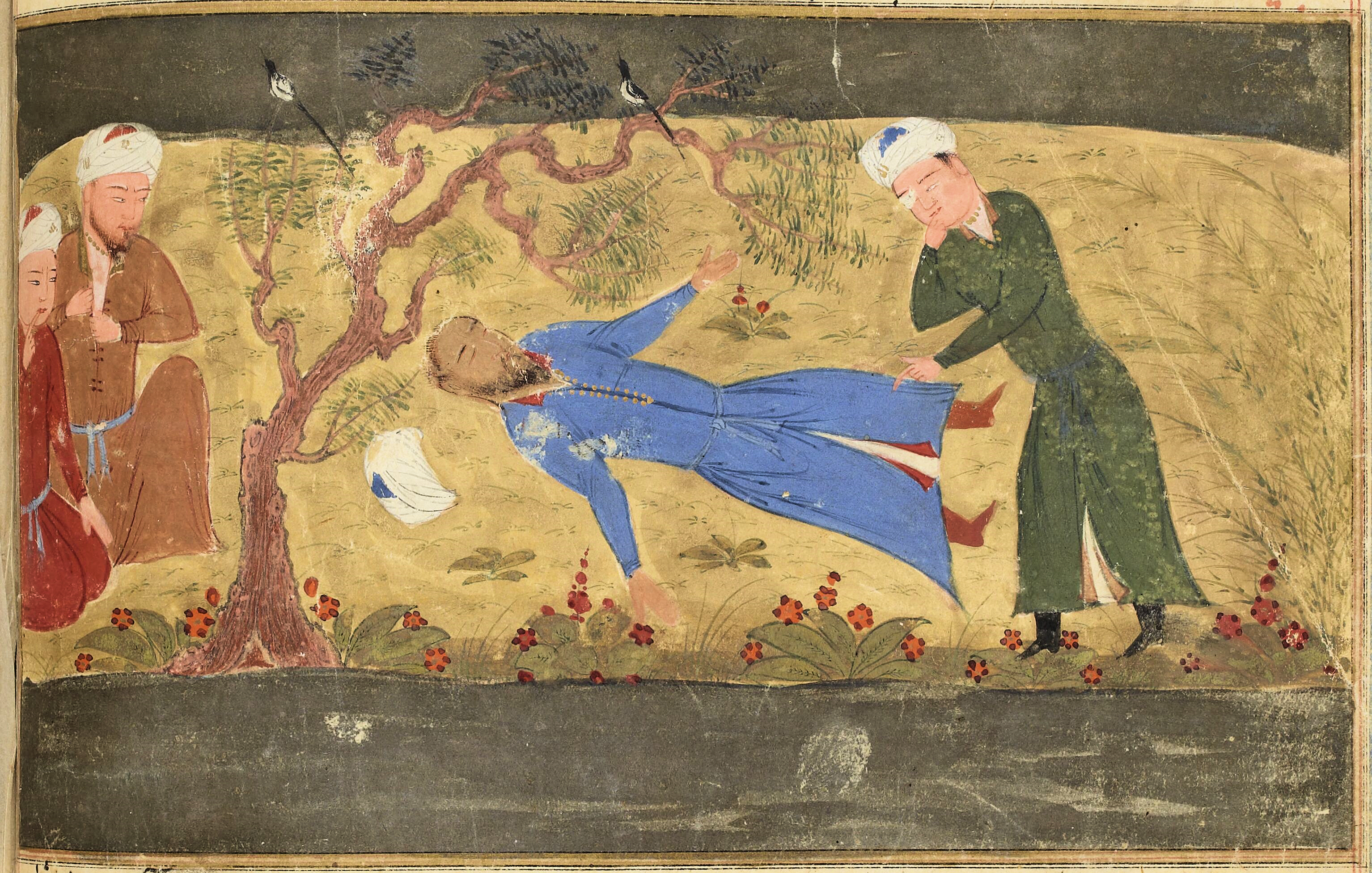
Смерть хорезмшаха Мухаммеда. Миниатюра из Джами ат-таварих. Рукопись XV века, Герат

Узнав о приближении врага, Мухаммед бежал в крепость Фарразин (близ Эрака), где находился его сын Рукн ад-Дин Гурсанджти с 30-тысячным войском. Имея возможность уничтожить разрозненные отряды Джэбэ и Субэдэя, он не воспользовался ей, и при приближении монголов ушёл вместе с сыновьями в горную крепость Карун в окрестностях Хамадана. По дороге в Карун он встретил монголов, но не был ими узнан; монголы пустили в его отряд несколько стрел, но Мухаммед благополучно достиг крепости. Он оставался в Каруне один день, затем, взяв с собой несколько лошадей и проводника, отправился по дороге в Багдад. Обманув преследовавших его монголов, он прибыл в крепость Сер-Чахан, где пробыл семь дней, и оттуда через Гилян пробрался вдоль побережья Каспийского моря на восток. Мухаммед укрылся на острове, расположенном близ приморского города Абескуна, возможно, острове Ашур-Адэ у входа в залив Астарабад. Неизвестно, как долго хорезмшах находился на острове. По рассказу его спутников, с которыми впоследствии беседовал Нисави, он уже при приезде на остров был болен воспалением лёгких и не имел надежды на выздоровление. Точной даты смерти Мухаммеда в первоисточниках нет; вероятно это произошло в декабре 1220 года.
Вступив, в Хамадан, Джэбэ принял изъявление покорности от местного правителя и поставил своего наместника (шихнэ), а затем разбил близ Суджаса хорезмийское войско под начальством Бег-тегина и Кюч-Бука-хана. По-видимому, потеряв след хорезмшаха, монголы двинулись из Хамадана к Зенджану и Казвину, который взяли штурмом. При усилении холодов они направились к берегу Каспия, в Муганскую степь. По пути туда, по сведениям Джувейни, они взяли и разграбили Ардебиль; по Ибн аль-Асиру, Ардебиль был взят в октябре-ноябре 1221 г. Согласно этому автору, они подошли к Тебризу, который откупился «деньгами, одеждами и скотом», а после этого имели место две битвы с грузинами. В первой 10-тысячное войско грузин было обращено в бегство. Во второй битве, имевшей место в зуль-кад’а 617 года хиджры / январе 1221 г. н. э., монголы объединились с силами тюрка Акуша и нанесли грузинам новое поражение. Киракос Гандзакеци повествует о битве в долине Хунан, между реками Храми и Акстафа, когда грузинский царь Георгий IV и военачальник Иване Мхаргрдзели обратили врага в бегство, но, будучи атакованы засадным отрядом монголов, бежали. По мнению А. Г. Галстяна, имела место лишь одна битва — в конце 1220 года в долине Хунан (иначе — Котман).
Весной монгольские полководцы, вторично получив в Тебризе дань, взяли Марагу (30 марта 1221 года) и Нахичеван. Атабек изъявил покорность и получил ал-тамгу и деревянную пайцзу. В августе-сентябре монголы вернулись в Хамадан, чтобы подавить восстание горожан, убивших поставленного наместника. По сведениям Рашид ад-Дина, узнав о смерти Мухаммеда и бегстве его сына Джелал ад-Дина в Хорасан, Джэбэ и Субэдэй отправили Чингис-хану соответствующее известие (когда именно это случилось, неясно). По предположению Дж. Бойла, преследование султана было лишь первым этапом похода.

## Поход в Европу
Монголы, вступив в Арран, захватили Байлакан (рамазан 618 г. х. / октябрь-ноябрь 1221 г. н. э.) и без боя взяли дань с Гянджи. После очередного вторжения в Грузию, они подступили к Шемахе в Ширване. Взяв город штурмом и разграбив его, монголы через Дербентский проход проникли на Северный Кавказ. Пройдя с боем земли лезгин, многих из которых ограбили и перебили, они столкнулись с соединёнными силами аланов и кипчаков (половцев). Не достигнув успеха в первых столкновениях, монголы прибегли к хитрости. Заявив «мы и вы одного рода», нойоны одарили половцев и обещали не нападать, если те покинут аланов. Половцы разошлись по своим кочевьям. Внеся таким образом раскол в ряды неприятеля, монголы разбили аланов, а затем атаковали не ожидавших этого половцев.
В столкновении погибли ханы Юрий Кончакович и Данила Кобякович, а остатки их орд отошли на запад и соединились с ордой Котяна, кочевавшего между Днепром и Днестром. Монголы вторглись в Крым, где взяли город Сурож (Судак).
После взятия Ургенча Чингисхан дал поручение Джучи продолжить завоевания в Восточной Европе, где его войска должны были соединиться с Джэбэ и Субэдэем, но Джучи уклонился от его выполнения. Этот поход традиционно считается разведывательным, хотя «Сокровенное сказание» и Рашид ад-Дин прямо говорят о том, что целью этого похода, который должен был быть поддержан и силами Джучи, были половцы, аланы, Венгрия и Русь, включая Киев, а курултай 1235 года, после которого нашествие в Европу всё же состоялось, лишь повторил эти цели.

### Битва на Калке
Хан Котян попросил помощи своего зятя Мстислава Удатного и Мстислава Романовича, великого князя Киевского. В начале 1223 года в Киеве был созван княжеский съезд, решивший, что силы Киевского, Галицкого, Черниговского, Северского, Смоленского и Волынского княжеств должны поддержать половцев. Монгольские посланцы предложили русским выступить против половцев, но Мстислав казнил послов. Монголам, в свою очередь, удалось привлечь на свою сторону бродников, населявших южнорусские степи.
Сторожевой отряд монголов на левом берегу Днепра был разбит, и через 8-9 дней русско-половецкое войско подошло к реке Калке в Приазовье, где столкнулось с основными силами противника. 31 мая 1223 года Мстислав Удатный, не известив остальных князей, решил самостоятельно расправиться с монголами и переправился на другой берег вместе с половцами, руководимыми его воеводой, и волынскими дружинами. Все они, а также черниговцы, переправлявшиеся вслед за ними, были полностью разгромлены. Киевское войско, огородившись тыном на возвышенном противоположном берегу Калки, в течение трёх дней после битвы держало оборону. Затем, поверив обещанию воеводы бродников Плоскыни отпустить князей живыми, Мстислав Киевский покинул укрепление. После чего он, его князья и воеводы были пленены монголами и задавлены досками, на которых уселись пировать монгольские военачальники. После победы монголы преследовали остатки русско-половецкого войска до Святополча, разоряя пограничные города.
Существует версия, что при переговорах русским князьям было дано обещание не проливать крови и, удавив их под досками, монголы считали своё обещание выполненным. Как писал Вернадский Г. В., по верованию монголов, душа человека находится в его крови; убить его, не пролив крови, почиталось благом для души.
По ходу возвращения на восток монголы потерпели поражение в Волжской Булгарии в конце 1223 или начале 1224 года. Согласно Ибн аль-Асиру, с монгольской стороны в этой битве уцелело 4 тысячи человек. Через Саксин, располагавшийся, предположительно, на Нижней Волге, они проследовали в Дешт-и Кыпчак, где соединились с армией Джучи.

## В культуре
Поход Джэбэ и Субэдэя описал Исай Калашников в романе «Жестокий век» (1978).